# Marshall Godschalk
Marshall J. Godschalk (Curaçao, 28 februari 1984) is een Nederlandse roeier. Hij vertegenwoordigde Nederland op de Olympische Spelen van 2008 in Peking op de lichte vier met stuurman. Het team behaalde in de finale een zesde plaats.
Marshall Godschalk zat op de lagere school in Curaçao waar hij geboren en getogen is. Op 16-jarige leeftijd trok hij naar Florida waar hij op de Highschool zat. Van zijn stiefvader kreeg hij het advies om eens roeien te proberen. Op de Northeastern University in Boston studeert hij bedrijfskunde en begon hij in 2001 met roeien. Sinds 2005 maakte hij onderdeel uit van de nationale selectie. Zijn internationale debuut voor Nederland maakte hij op het Wereldkampioenschap onder 23 jaar. 
In 2007 werd hij met het Nederlandse roeiteam wereldkampioen op de "licht acht met stuurman". Hij kwalificeerde zich voor de Olympische Spelen van 2008 in Peking waarbij hij bij de "lichte vier met stuurman" een zesde plaats behaalde in 5.54,06.
Godschalk woont in Amstelveen en is aangesloten bij roeivereniging ASR Nereus. Tot en met 2007 kwam hij uit voor Proteus-Eretes. 

## Titels
- Wereldkampioen lichte acht met stuurman - 2007
- Nederlands kampioen indoorroeien (lichtgewicht) - 2007

## Palmares

### lichte vier zonder
- 2005: 5e WK onder 23 jaar - 6.38,48
- 2007: 7e Wereldbeker II in Amsterdam - 6.07,05
- 2007: 21e Wereldbeker III in Luzern - 6.20,23
- 2008:  Wereldbeker I in München - 6.29,65
- 2008:  Wereldbeker II in Luzern - 6.07,91
- 2008: 5e Wereldbeker III in Poznan - 6.14,50
- 2008: 6e Olympische Spelen - 5.54,06

### lichte acht met stuurman
- 2006: 4e Wereldbeker III - 5.51,88
- 2006: 6e WK in Eton - 5.41,69
- 2007:  WK in Munich - 5.42,06

Gerard van der Linden · 
Marshall Godschalk · 
Ivo Snijders · 
Paul Drewes